# حفل توزيع جوائز الأوسكار السابع والثلاثون
حفل توزيع جوائز الأوسكار السابع والثلاثون (بالإنجليزية: 37th Academy Awards)‏ هو حفل توزيع جوائز اقيم في تاريخ 5 ابريل 1965 بقاعة سيفيك في سانتا مونيكا، كاليفورنيا بضيافة بوب هوب وفي هذه الدورة، حاز فيلم سيدتي الجميلة على جائزة أفضل فيلم. كما حصل فيلم ماري بوبينز (13 ترشيح) على أكثر الترشيحات وكانت أكثر الجوائز من نصيب سيدتي الجميلة (8 جوائز). قامت هيئة الإذاعة الأمريكية بتغطية الحفل السابع والثلاثون لجوائز الأوسكار.

## روابط خارجية
- حفل توزيع جوائز الأوسكار السابع والثلاثون على موقع IMDb (الإنجليزية)
- حفل توزيع جوائز الأوسكار السابع والثلاثون على موقع ميوزك برينز (الإنجليزية)